# جائزة ألمانيا الكبرى 1963
جائزة ألمانيا الكبرى 1963 هو سباق فورمولا 1 أقيم بتاريخ 4 أغسطس 1963 في حلبة نوربورغرينغ، ألمانيا الغربية. كان السادس من أصل 10 في بطولة العالم لسباقات الفورمولا واحد موسم 1963. حلّ البريطاني جون سورتيس أولا بينما جاء البريطاني جيم كلارك في المركز الثاني وحصل على المركز الثالث الأمريكي ريتشي جينثر.